# Multimodus parcus
Multimodus parcus is een fossiele soort schietmot uit de familie Vitimotauliidae.